# 美石鳖
美石鳖（学名：Chiton komaianus）是新石鳖目石鳖科石鳖属的一种。主要分布于中国大陆、台湾，常栖息在潮间带。